# William Hallett Ray

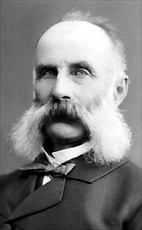
William Hallett Ray.

William Hallett Ray (* 25. Mai 1825 in Clementsport, Nova Scotia; † 7. Mai 1909 ebenda) war ein kanadischer Landwirt, Kaufmann und Politiker. Er saß von 1867 bis 1878 und erneut von 1882 bis 1887 im kanadischen Unterhaus.

## Leben und Karriere
William Hallett Ray wurde 1825 in Clementsport im  Annapolis Valley geboren und war dort als Landwirt und Kaufmann tätig. Bei einer Ersatzwahl 1864 wurde er zum Mitglied des Abgeordnetenhauses von Nova Scotia für den Annapolis County gewählt, nachdem James William Johnston zum Richter ernannt worden war. Von dem 20. September 1867 bis im September 1878 vertrat er den Wahlkreis Annapolis im kanadischen Unterhaus. Bei der Unterhauswahl 1882 wurde er erneut gewählt. Ray war zunächst Mitglied der Anti-Confederation Party und wechselte 1879 zur Liberalen Partei. 1887 wurde er zum Mitglied des Legislativrats von Nova Scotia ernannt.
Ray heiratete 1848 Henrietta Ditmars und war Oberstleutnant in der Kreismiliz.
Er starb mit 83 am 7. Mai 1909 in Clemensport.